# بروس وودكوك (ملاكم)
بروس وودكوك (بالإنجليزية: Bruce Woodcock)‏ مواليد 18 يناير 1921 في دونكاستر - الوفاة 21 ديسمبر 1997 في دونكاستر، كان ملاكم محترف بريطاني صنّف ضمن فئة وزن خفيف الثقيل.

## إحصائيات
خاض خلال مسيرته 39 نزالا، فاز في 35 وخسر في 4. فاز بالضربة القاضية في 31 نزالا.

## وصلات خارجية
- بروس وودكوك على موقع بوكس ريك (الإنجليزية) (registration required)

- الموقع الرسمي